# Oberonia chenii
Oberonia chenii är en orkidéart som beskrevs av Paul Ormerod. Oberonia chenii ingår i släktet Oberonia och familjen orkidéer. Inga underarter finns listade i Catalogue of Life.